# Velika nagrada Casablance 1934
Velika nagrada Casablance 1934 je bila neprvenstvena dirka za Veliko nagrado v sezoni 1934. Odvijala se je 20. maja 1934 v Anfi. 

## Poročilo

### Pred dirko
Moštvo Scuderia Ferrari je na dirko pripeljalo tri starejše 2,6 L dirkalnike Alfa Romeo P3, zastopali pa so jih Louis Chiron, Gianfranco Comotti in Marcel Lehoux. Na dirko se je prijavilo sedem dirkačev z Maseratiji in štiri dirkači z dirkalniki Alfa Romeo Monza.

### Dirka
Na štartu dirke je povedel Lehoux, sledila sta mu Philippe Étancelin in Hugh Hamilton, toda vodilni dirkač je moral že kmalu na nenačrtovani postanek v bokse, a po vrnitvi je bil že kmalu v boju za drugo mesto. Med tem pa je vodilni Chiron naredil že nekaj razlike do Lehouxa in Étancelina, ki sta večkrat zamenjala mesti. Po počeni pnevmatiki in ponovnem postanku je Lehoux izpadel iz boja za zmago, Chiron je brez pravega konkunenta v drugi polovici dirke tako zanesljivo zmagal, Étancelin je zadržal drugo mesto, Lehoux je vseeno rešil tretje mesto, četrti je bil Whitney Straight, peti pa še tretji Ferrari Comottija. 

## Rezultati

### Dirka
| Poz | Št | Dirkač             | Moštvo                     | Dirkalnik        | Krogi | Čas/Odstop      | Št. m. |
| --- | -- | ------------------ | -------------------------- | ---------------- | ----- | --------------- | ------ |
|     | 30 | Louis Chiron       | Scuderia Ferrari           | Alfa Romeo P3    | 60    | 2:55:42,4       | 1      |
| 2   | 16 | Philippe Étancelin | Privatnik                  | Maserati 8CM     | 60    | + 50,2 s        | 3      |
| 3   | 4  | Marcel Lehoux      | Scuderia Ferrari           | Alfa Romeo P3    | 59    | +1 krog         | 2      |
| 4   | 12 | Whitney Straight   | Whitney Straight Ltd.      | Maserati 8CM     | 58    | +2 kroga        | 4      |
| 5   | 10 | Gianfranco Comotti | Scuderia Ferrari           | Alfa Romeo P3    | 58    | +2 kroga        | 8      |
| 6   | 24 | Giovanni Minozzi   | Scuderia Siena             | Alfa Romeo Monza | 57    | +3 krogi        | 6      |
| 7   | 14 | Juan Zanelli       | Privatnik                  | Alfa Romeo Monza | 56    | +4 krogi        | 9      |
| 8   | 8  | Clemente Biondetti | Grupa Genovese San Giorgio | Maserati 26M     | 56    | +4 krogi        | 12     |
| 9   | 26 | Robert Brunet      | Privatnik                  | Bugatti T51      | 55    | +5 krogov       | 10     |
| Ods | 6  | Luigi Soffietti    | Scuderia Siena             | Alfa Romeo Monza | 54    |                 | 7      |
| Ods | 18 | Hugh Hamilton      | Whitney Straight Ltd.      | Maserati 8CM     | 42    | Rezervoar       | 5      |
| Ods | 28 | Secondo Corsi      | Grupa Genovese San Giorgio | Maserati 26M     | 29    | Črpalka za olje | 15     |
| Ods | 20 | Raymond Sommer     | Privatnik                  | Maserati 8CM     | 15    | Sklopka         | 11     |
| Ods | 22 | Mlle. Hellé-Nice   | Privatnik                  | Alfa Romeo Monza | 13    | Zadnje vpetje   | 13     |
| Ods | 2  | Menco              | Privatnik                  | Maserati 26M     | 1     | Trčenje         | 14     |